# Лі Бьон Ук
Лі Бьон Ук (кор. 리병욱; 7 листопада 1954) — північнокорейський боксер у ваговій категорії до 48 кілограмів, дворазовий призер Олімпійських ігор.

## Біографія
Народився 7 листопада 1954 року.
Срібний призер літніх Олімпійських ігор 1976 року в Монреалі та бронзовий призер літніх Олімпійських ігор 1980 року в Москві.

## Олімпійські результати

### 1976 Монреаль
- 19.07.1976 переміг Сіднея Маккнайта (Канада) — KO 1
- 23.07.1976 переміг Генрика Средницького (Польща) — 3-2
- 27.07.1976 переміг Армандо Ґевару (Венесуела) — 3-2
- 29.07.1976 переміг Паяо Пултарата (Таїланд) — RSC 2
- 31.07.1976 поступився Хорхе Ернандесу (Куба) — 1-4

На чемпіонаті Азії 1977 програв у першому бою.
На Азійських іграх 1978, здобувши дві перемоги і програвши у фіналі, завоював срібну медаль.

### 1980 Москва
- 21.07.1980 переміг Генріка Пілесяка (Польща) — 3-2
- 25.07.1980 переміг Джильберто Соса (Мексика) — 3-2
- 29.07.1980 переміг Думитру Шчиопу (Румунія) — 4-1
- 31.07.1980 поступився Шамілю Сабірову (СРСР) — 0-5